# Christian Tabash
Christian Tabash (n. 14 mai 1999) este un canotor ce a reprezentat Statele Unite ale Americii, medaliat olimpic. A participat la 1 ediție a Jocurilor Olimpice (2024) în care a câștigat 1 medalie de bronz.

## Participări
Lista de mai jos prezintă principalele competiții la care a participat Christian Tabash de-a lungul carierei.
- Canotaj la Jocurile Olimpice de vară din 2024 - Opt rame cu cârmaci masculin